# 이매진 피스 타워

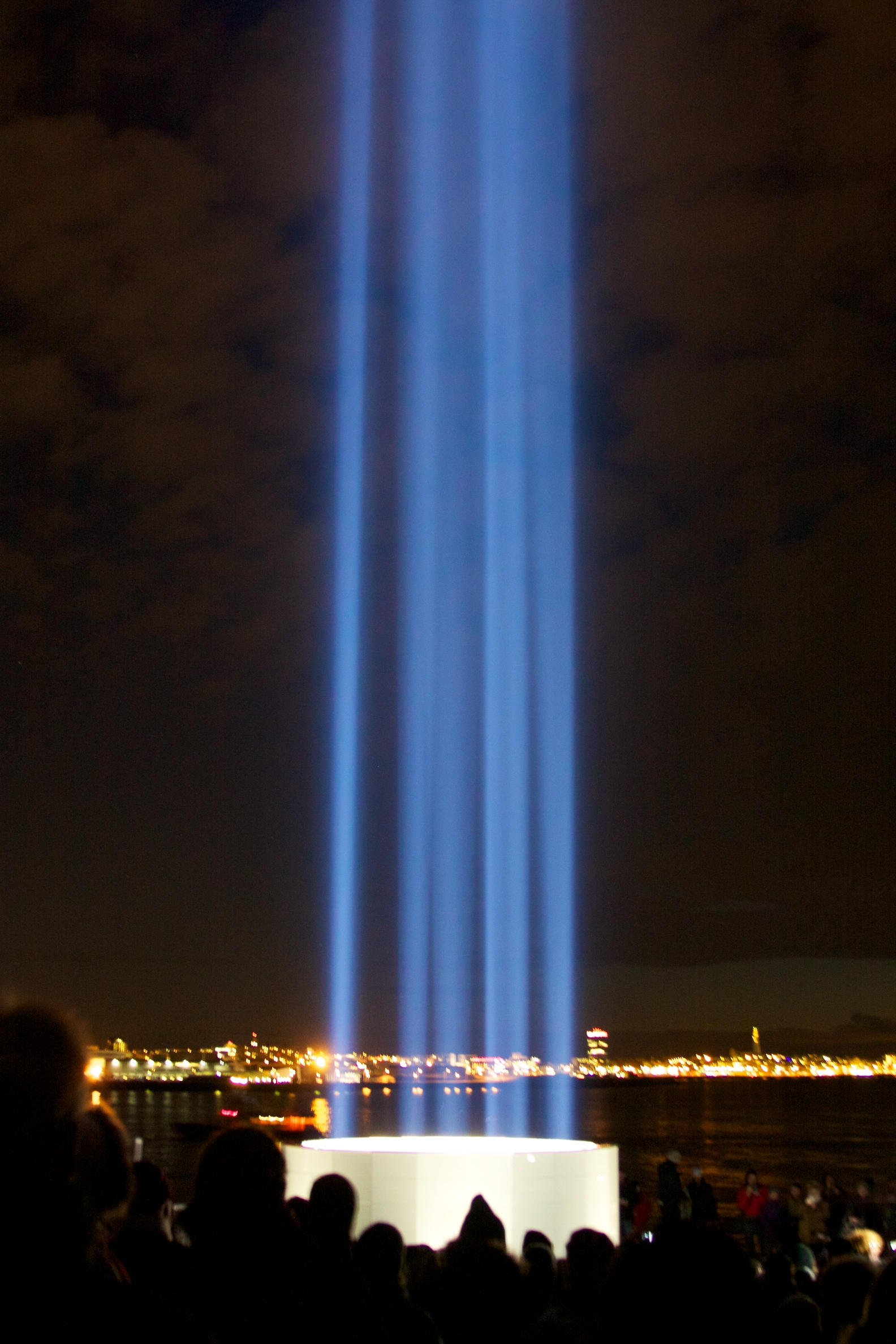
이매진 피스 타워

이매진 피스 타워(영어: Imagine Peace Tower, 아이슬란드어: Friðarsúlan)는 아이슬란드의 수도 레이캬비크 앞바다 비데이섬에 2007년 건설된 세계 평화를 기원하는 기념비이다.

## 기념비의 말

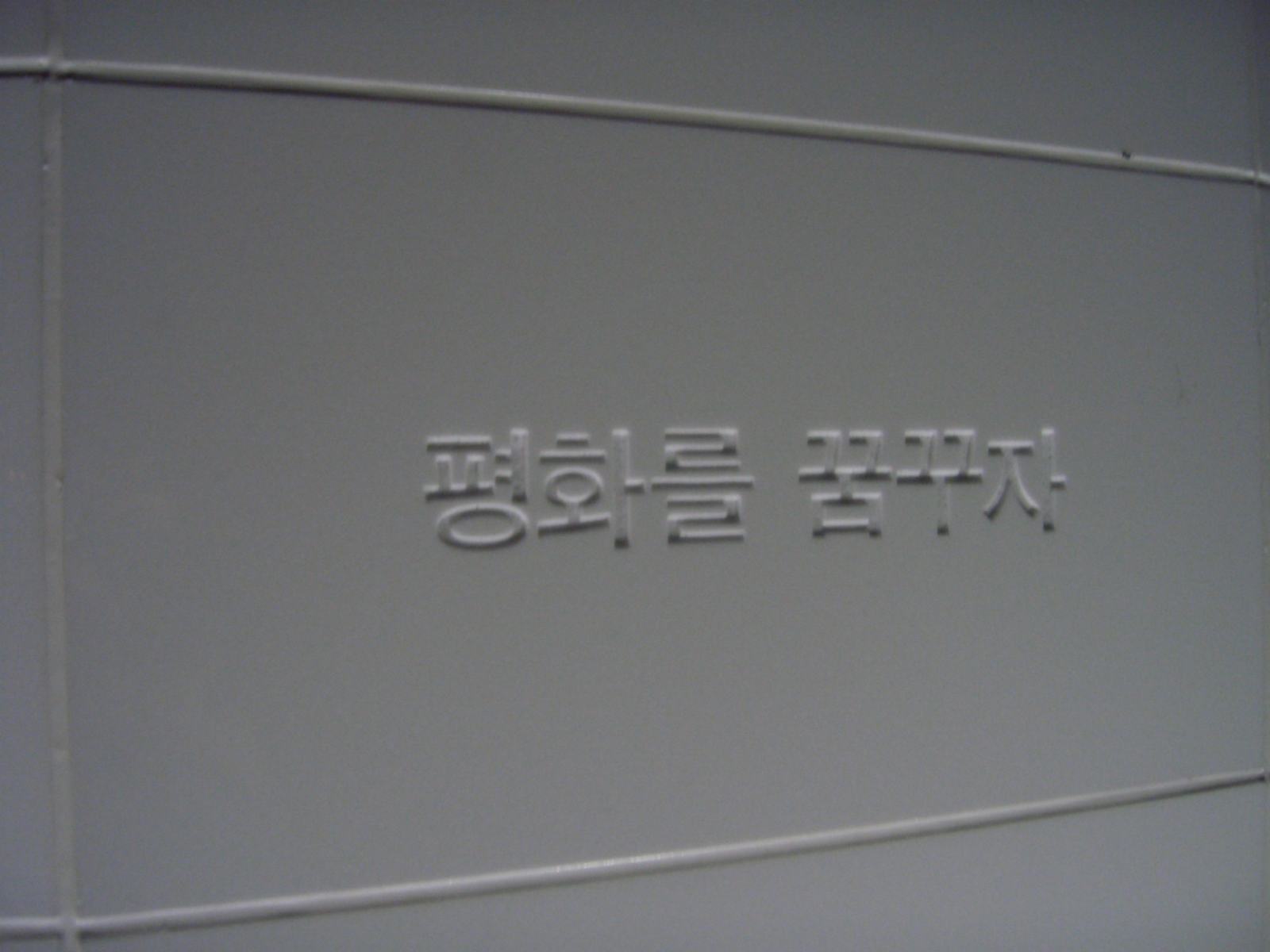
한국어로 적혀져 있는 메시지

기념비에는 세계 24 언어의 말이 적혀 있다.
| 영어: IMAGINE PEACE                  | 스와힐리어: TUFIRIENI AMANI             |
| 일본어: 平和な世界を想像してごらん   | 아이슬란드어: HUGSA SÉR FRIÐ            |
| 한국어: 평화를 꿈꾸자                | 튀르키예어: BARIŞI DÜŞLE                |
| 중국어: 想像世界有了和平             | 페르시아어: به صلح بیندیش               |
| 아랍어: احلم سلام                    | 필리핀어: ILARAWAN ANG MUNDONG MAPAYAPA |
| 포르투갈어: IMAGINE A PAZ            | 타밀어: சமாதானத்தை நினையுங்கள்                   |
| 러시아어: ПРЕДСТАВЬТЕ СЕБЕ МИР       | 헝가리어: KÉPZELD EL A BÉKÉT            |
| 힌디어: शान्ति की कल्पना करें                | 핀란드어: KUVITTELE RAUHA               |
| 독일어: STELL DIR VOR ES IST FRIEDEN | 조지아어: წარმოიდგინეთ მშვიდობა         |
| 이탈리아어: IMMAGINA LA PACE         | 티베트어: ཞི་བ་སྒོམས་                      |
| 프랑스어: IMAGINEZ LA PAIX           | 히브리어: חלום שלום                     |
| 스페인어: IMAGINA LA PAZ             | 이누크티투트어: ᓴᐃᒪᖃᑎᒌᑦᑕ                |